# حزقيال ميغيل باز
حزقيال ميغيل باز (بالإسبانية: Juan Miguel Paz) هو مبارز بالسيف كولومبي، ولد في 14 مايو 1966 في لوفان في بلجيكا.

## وصلات خارجية
- حزقيال ميغيل باز على موقع الاتحاد الدولي للمبارزة (الإنجليزية)
- حزقيال ميغيل باز على موقع أوليمبيديا (الإنجليزية)